# Hans Hutter
Hans Hutter (* 5. Juni 1913 in Winterthur; † 9. Dezember 2006 ebenda) war ein Schweizer Mitglied der Internationalen Brigaden. Von Beruf war Hans Hutter Schlosser und Betreiber einer Autowerkstatt.

## Als Schweizer bei den Internationalen Brigaden
Gemeinsam mit seinem Bruder Max, der unabhängig von ihm im Sommer 1936 den Weg nach Spanien angetreten hatte, gehörte Hans Hutter zu den ersten 166 Mitgliedern des Thälmann-Bataillons. Hans Hutter nahm zunächst in einem schweren Lkw, der unter Leitung von Josef Raab (alias Franz Raab) zu einem gebrauchsfähigen Panzerwagen umgebaut worden war, an den Kämpfen an der Aragon-Front teil, war dann an der Verteidigung von Madrid beteiligt, hatte später Kampfeinsätze bei Guadalajara und bei Brunete, und nahm schliesslich an der Schlacht von Teruel teil, wo er schwer verletzt wurde. Nach der Demission der Internationalen Brigaden im September 1938 kehrte Hans Hutter (sein Bruder war im Vorjahr gefallen) in die Schweiz zurück, wo er – wie alle übrigen Schweizer Freiwilligen im Spanischen Bürgerkrieg auf Seiten der Republik – strafrechtlich verfolgt wurde.

## Weiteres Leben
Hans Hutter berichtete in der Folgezeit in zahllosen Zeitzeugengesprächen von seinen Erlebnissen im Spanischen Bürgerkrieg, so zum Beispiel im Dokumentarfilm Schweizer im Spanischen Bürgerkrieg von Richard Dindo. Daneben engagierte er sich in verschiedenen Initiativen für Völkerverständigung und Frieden, u. a. setzte er sich für Waisenkinder des Spanischen Bürgerkrieges ein. Zeitlebens kämpfte er für die Rehabilitation der Spanienkämpfer vor den Schweizer Behörden. Tatsächlich wurden schliesslich im Jahr 2009, zuletzt auf Initiative des sozialdemokratischen Nationalrats Paul Rechsteiner und des Publizisten Ralph Hug, mehr als 70 Jahre nach dem Spanischen Bürgerkrieg und zwei Jahre nach dem Tod Hutters, die Strafurteile gegen die Schweizerinnen und Schweizer, die im Spanischen Bürgerkrieg gegen die Franco-Diktatur gekämpft haben, aufgehoben. Hans Hutter vermachte indes den Nachlass seiner Erinnerungen an den Krieg, bestehend aus Fotografien, Tagebüchern und sonstigen Aufzeichnungen, dem Archiv für Zeitgeschichte der ETH Zürich.
Hans Hutter ist der Vater des Unternehmers und Politikers Markus Hutter.

## Werke
- Hans Hutter: Spanien im Herzen – Ein Schweizer im Spanischen Bürgerkrieg, bearbeitet von André Herrmann (mit einem Vor- bzw. Nachwort von Ruth Dreifuss und Walther L. Bernecker):  Rotpunktverlag, Zürich 1996, ISBN 3-85869-134-8.

## Filme
- Richard Dindo: Schweizer im Spanischen Bürgerkrieg (1974). 87 Min.
- Luís M. Calvo Salgado und Christian Koller: Hans Hutter – ein Schweizer im Spanischen Bürgerkrieg/Un suizo en la Guerra Civil Española (2006). 50 Min.

## Trivia
Der Kriminalroman Kein Durchkommen des Autorengespanns Bohnet Pleitgen enthält eine in Traumsequenzen erzählte Szene aus dem Spanischen Bürgerkrieg, die ein Kommando der Internationalen Brigaden bei der Verteidigung Madrids im Herbst 1936 schildert und Hutters Tatsachenbericht Spanien im Herzen entlehnt ist. Hans Hutter tritt dabei als „Hans aus Winterthur“ auf.